# 布瓦凱省
7°41′N 5°1′W / 7.683°N 5.017°W

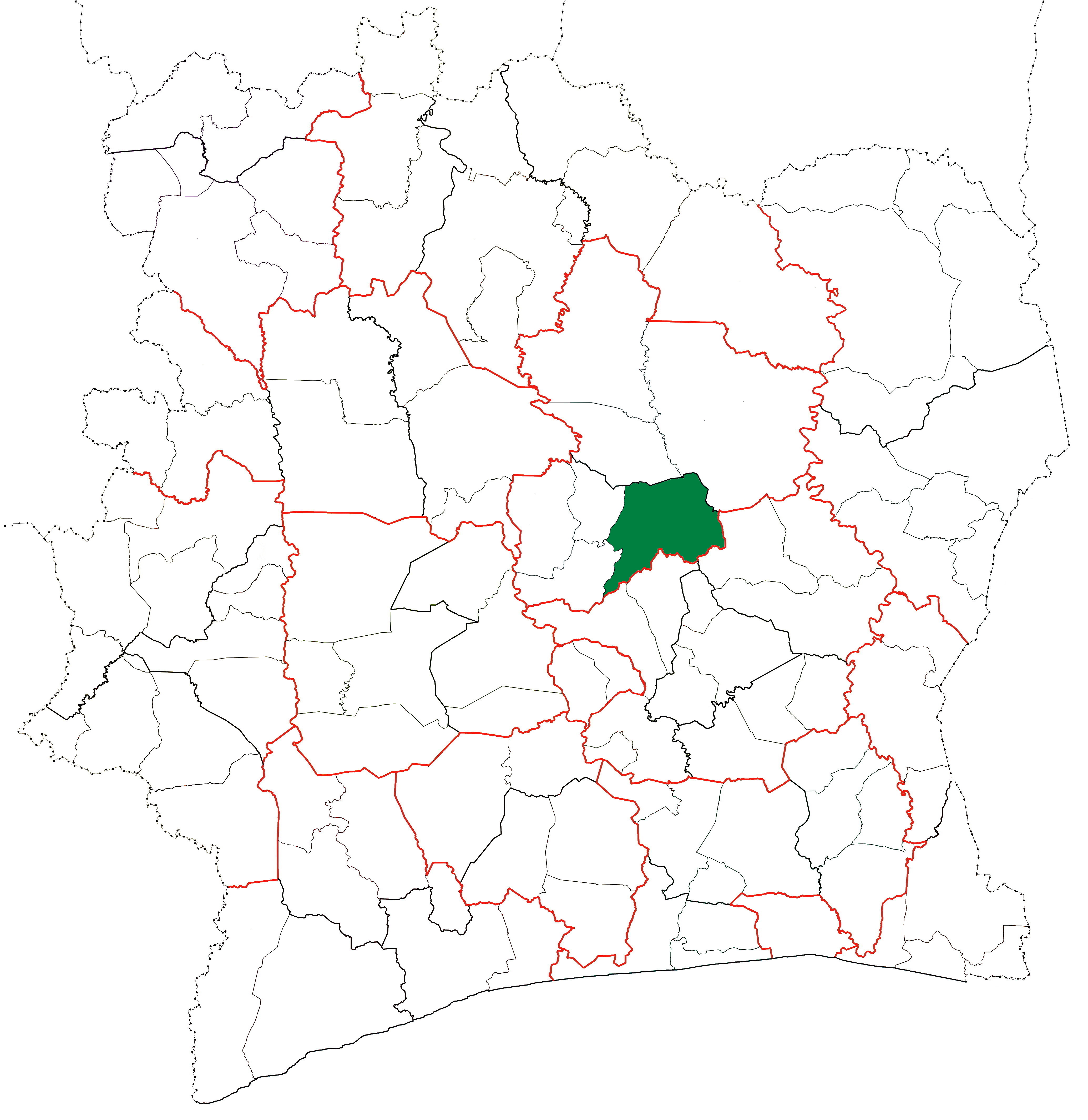

布瓦凱省（Bouaké Department），是科特迪瓦的省份，位於該國中北部邦達馬河谷區，由格貝凱大區負責管轄，東面是薩卡蘇省，成立於1969年，首府設於布瓦凱，2014年時人口為680,694。